# سد كركاميش
سد كركاميش هو واحد من 21 سدًا في مشروع جنوب شرق الأناضول في تركيا. ويقع على نهر الفرات.[هل المصدر موثوق به؟] تم وضع أساس السد في عام 1996، ويقع على بعد 4.5 كيلومتر (2.8 ميل) من الحدود السورية. تبلغ الطاقة الإجمالية لمحطة الطاقة الكهرومائية 189 ميجاواط (253,000 حصان).

## وصلات خارجية
- Official GAP web site
- State Hydraulic Works (DSİ), Turkey. "General information on Karkamış Dam, Turkey". مؤرشف من الأصل في 2014-07-02. اطلع عليه بتاريخ 2009-03-04.
- Southeast Anatolia Sustainable Human Development Program (GAP)
- Current status of GAP as of June 2000
- Data sheet